# Heckler & Koch PSG1
Heckler & Koch PSG1 čili Präzisionsschützengewehr („přesná pěchotní puška“) je poloautomatická puška vyráběná firmou Heckler & Koch, používaná zvláštními a policejními jednotkami na celém světě. Je jediná, která si může nárokovat podobnou úroveň přesnosti jako opakovací puška. Kvůli své hmotnosti a vysokým výrobním nákladům je však téměř nepoužitelná ve vojenské střelbě ze zálohy.[zdroj⁠?!]

## Historie
Puška PSG1 byla vyrobena jako odezva na Mnichovský masakr na letní olympiádě v roce 1972. Německé policejní jednotky nebyly schopny dostatečně rychle napadnout teroristy a zabránit jim tak v zabíjení civilistů. Zbrojovka Heckler & Koch byla tedy pověřena, aby vyrobila vysoce přesnou, poloautomatickou pušku s vysokokapacitním zásobníkem pro použití u policejních i vojenských jednotek.

## Charakteristika
Je považována za jednu z nejpřesnějších poloautomatických pušek na světě. Její cena je však přímo úměrná její kvalitě, okolo 10 000 USD v základní verzi jsou ochotny dát pouze elitní policejní a protiteroristické jednotky. Standard, který musí každá puška splňovat, je zásah 50 náboji do kruhového terče o velikosti 80 mm na vzdálenost 300 metrů. Na pušce nejsou žádná otevřená mířidla, pouze optický zaměřovač Hensoldt Wetzlar 6x42, který je k pušce pevně přidělán. Stejně jako ostatní pušky firmy Heckler & Koch, používá zpožděný systém otevírání závěru (roller-locking); dále má téměř naprosto tiché nabíjení, což je využitelné v situacích, kdy je potřeba potichu přebít před výstřelem. Má také nastavitelnou výšku a šířku spouště, kde je potřeba ke zmáčknutí spouště síla 1,5 kg.
PSG1 používá klasické 20ranné zásobníky používané v puškách G3 nebo speciální 6ranný zásobník.
Má však i své nevýhody. Pro vojenské využití je téměř nepoužitelná hned z několika důvodů:
1. Je velmi těžká. Pro vojenského odstřelovače by bylo velice náročné používat pušku o váze přes 8 kg.
2. Vyhazuje náboje až do vzdálenosti 10 m, což může prozradit střelcovu pozici přímo při střelbě nebo později, pokud střelec neposbírá náboje po střelbě.
3. Na pušku nelze použít jiný puškohled než Hensoldt Wetzlar 6×42. Šestinásobné zvětšení je použitelné na vzdálenost okolo 600 m. A právě vojenský odstřelovač většinou střílí nad tuto vzdálenost.

### Puškohled Hensoldt Wetzlar 6×42
Puškohled na PSG1 má 6 nastavitelných pozic. Bílé značky od 1 do 6 pro vzdálenosti od 100 do 600 metrů. Žluté značky pro vzdálenosti 10, 15, 20, 30, 45 a 75 metrů. A zamíření podle větru, kde jedno pootočení (klik) posune záměrný kříž o 1 cm na 100 metrů.

### Náboj ráže 7,62 × 51 mm NATO
Střelivo používané v odstřelovacích puškách je jeden z nejdůležitějších faktorů. I nejlepší a nejpřesnější puška na světě s nekvalitním střelivem bude střílet špatně. Přesnost střelby závisí na každém náboji a proto je velice důležité použít kvalitní střelivo. Také nábojnice musí být dostatečně přizpůsobivá, aby po výstřelu uzavřela komoru, vrátila se do původního tvaru a umožnila snadné vyhazování. Puška PSG1 používá standardní náboj ráže 7,62 × 51 mm NATO. Tento náboj má střelu o průměru 7,82 mm určenou pro vývrt 7,62 mm a nábojnici dlouhou 51 mm. Střela má vždy o něco větší průměr než vývrt, aby zapadla do drážkování.
Je však námětem debat, zda je náboj ráže 7,62×51 mm dostatečně výkonný. Pro odstřelovače není zrovna nejvhodnější, na vzdálenost delší než 700 až 800 metrů nemá dostatečnou průbojnost. Pro zavedení nového náboje by se dnes našlo několik uchazečů, například náboj .300 Winchester Magnum, který má mezi 600 až 1000 metry téměř dvojnásobnou energii. Je zde však stále nechuť vůči zavedení dalšího typu náboje.

## Poloautomatická puška vs. opakovací puška
Jasnou výhodou poloautomatické pušky je její rychlost střelby v porovnání s puškou opakovací. A pokud terče tvoří skupiny nepřátelských vojáků, je puška poloautomatická se svou rychlostí palby více účinná. Pokud má však odstřelovač jeden cíl, který potřebuje zasáhnout jedinou ranou, opakovací puška poskytuje více potřebné přesnosti.
Poloautomatická puška vyhazuje nábojnice a to může prozradit střelcovu pozici, což je jasná nevýhoda oproti opakovací pušce, kde může střelec nábojnici pomalu vyjmout a uschovat do kapsy.

## MSG90

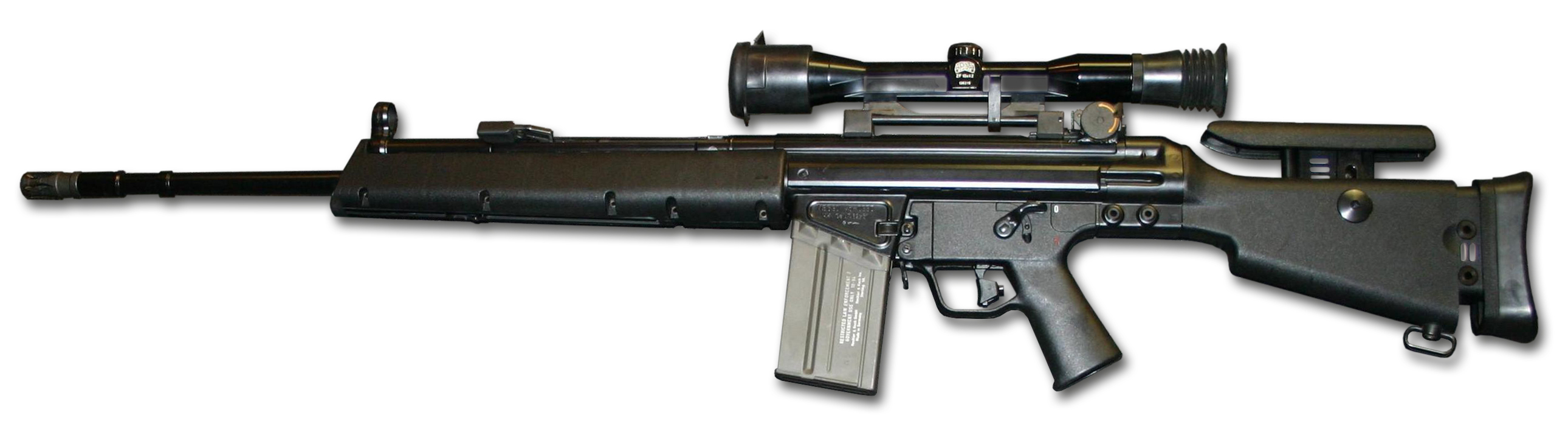
MSG90

MSG90 je zjednodušená verze pušky PSG1. Byla vyrobena na podkladě vojenských specifikací, aby mohla být použitelná vojenskými složkami. Její hmotnost byla snížena na 6,4 kg a byla také zkrácena na 1165 mm. Botka pažby je nastavitelná výškově i délkově. Také optická mířidla byla změněna na 10×42, což umožňuje mířenou střelbu až na 1000 metrů. Je však otázka, zda je tato puška pro vojenského odstřelovače lepší než klasická opakovací puška.